# Italia (provincie romană)

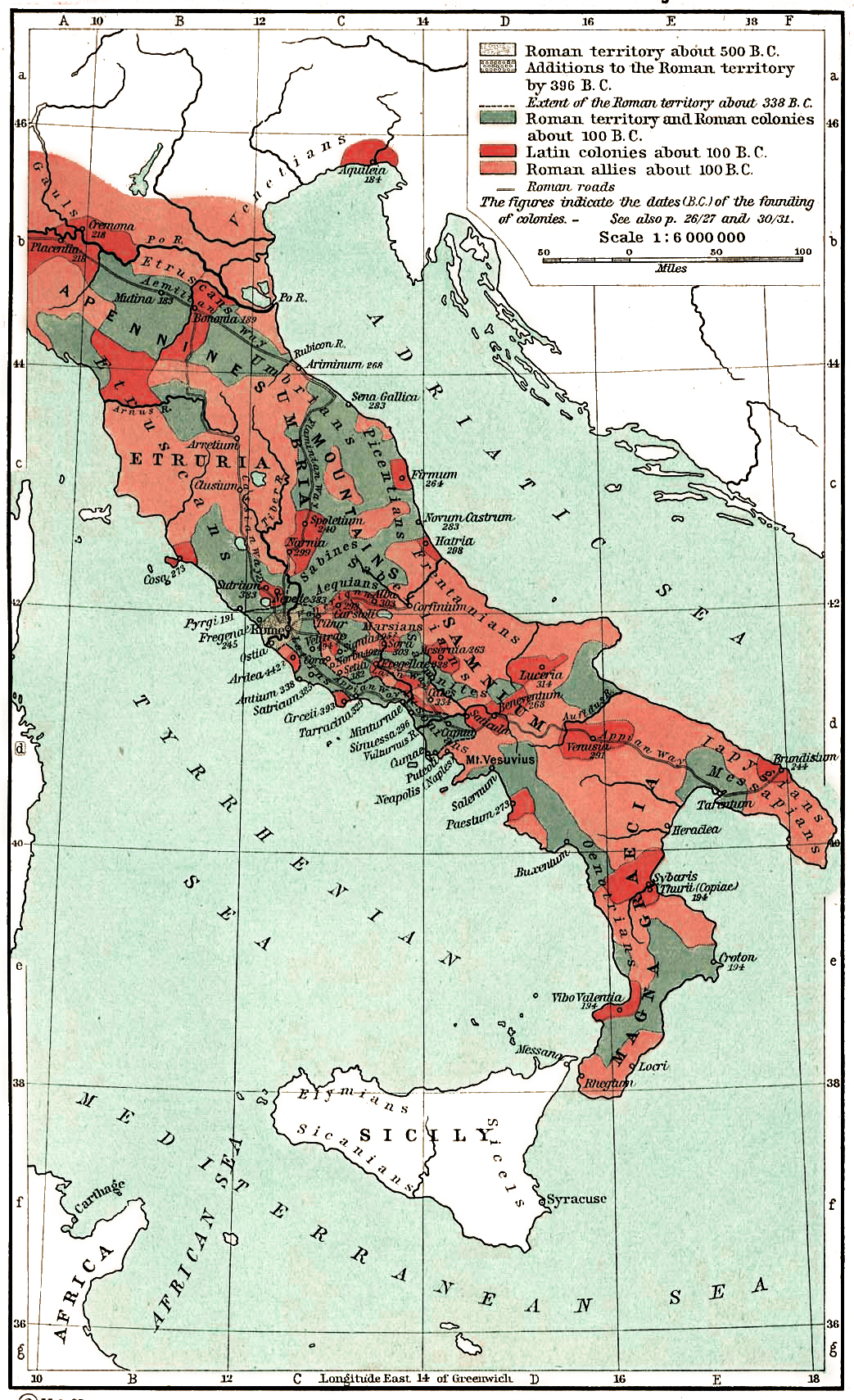
Expansiunea romană în Italia

Italia a fost o provincie în cadrul Imperiului Roman. Provincia cuprindea întreaga peninsulă italică.

## Nume și întindere
Numele Italia acoperit o suprafață de teren a căror frontiere au evoluat în timp. Potrivit lui Strabon la începutul numele indica terenul între Strâmtoarea Messina și linia care leagă Golful Salerno de Golful Taranto. Italia mai târziu a fost extinsă pentru a include întreaga peninsula italiană, precum și orașul Istria de Colonia Pietas Iulia (Pola). În cele din urmă Iulius Cezar a acordat cetățenia romană oamenilor din Gallia Transpadana - acea parte din Galia Cisalpina, care se întinde „dincolo de Pad” -, extinzând astfel, Italia până la Alpi.
Odată cu sfârșitul războiului social (91-88 î.Hr.), Roma a permis aliaților italieni să intre cu drepturi depline în societatea romană, oferind cetățenie romană la toate popoarele italice.

## Legiuni

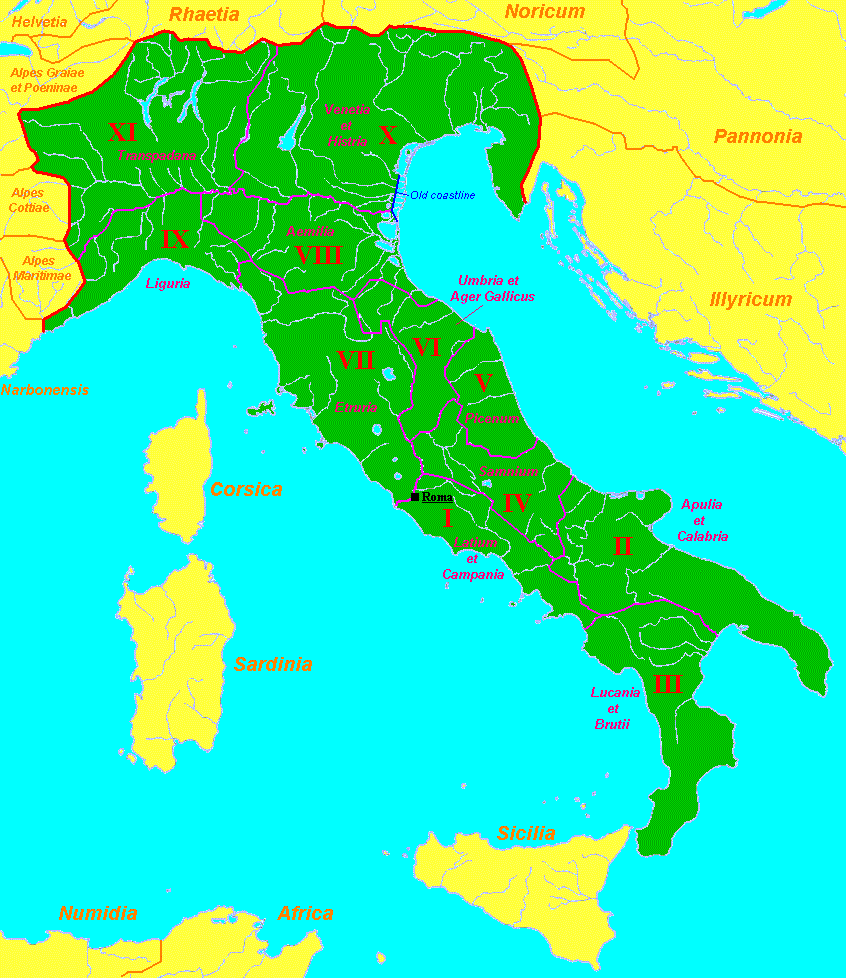
Italia Romană (in verde) organizată de Augustus

Cum Italia a fost centrul Imperiului Roman a fost împărțită în mai multe legiuni:
- Regio I Latium et Campania
- Regio II Apulia et Calabria
- Regio III Lucania et Brutii
- Regio IV Samnium
- Regio V Picenum
- Regio VI Umbria et Ager Gallicus
- Regio VII Etruria
- Regio VIII Aemilia
- Regio IX Liguria
- Regio X Venetia et Histria
- Regio XI Transpadana

## Orașe importante
- Roma
- Alba Longa
- Florența
- Medionalurm
- Syracusae
- Ajaccio